# Gamma Arietis
Gamma Arietis (Mesarthim, γ Ari) – czwarta co do jasności gwiazda w gwiazdozbiorze Barana (wielkość gwiazdowa: 3,88m), odległa od Słońca o około 164 lat świetlnych.

## Nazwa
Gwiazda ta ma tradycyjną nazwę Mesarthim, która pierwotnie wywodziła się z tego samego arabskiego rdzenia co Sheratan (Beta Arietis), została jednak zdeformowana w przekładzie i utraciła swoje pierwotne znaczenie. Przypisywano jej także źródłosłów hebrajski. Ze względu na położenie historycznie najbliższe punktu równonocy wiosennej spośród gwiazd Barana, nazywano go także „pierwszą gwiazdą Barana” (precesja osi ziemskiej systematycznie przemieszcza ten punkt). Grupa robocza Międzynarodowej Unii Astronomicznej do spraw uporządkowania nazewnictwa gwiazd zatwierdziła użycie nazwy Mesarthim dla określenia tej gwiazdy.

## Właściwości fizyczne
Jest to gwiazda podwójna, w skład której wchodzą składniki Gamma¹ Arietis (γ Ari B, 4,70m) i Gamma² Arietis (γ Ari A, 4,52m). Podwójność gwiazdy została rozpoznana jeszcze w 1664 roku. Obie gwiazdy są białe, widoczna po zachodniej stronie γ¹ świeci trochę słabiej w zakresie widzialnym i przez kontrast była opisywana jako „jasnoszara”. Składnik ten jest gwiazdą ciągu głównego należącą do typu widmowego B9 lub A0 i mając temperaturę 11 tysięcy kelwinów jest gorętszy niż jego towarzysz, ale więcej energii wypromieniowuje w zakresie ultrafioletu. Gamma² Arietis ma nietypowe widmo, wzbogacone w krzem, stront i chrom. Gwiazda ta ma silne pole magnetyczne, około tysiąc razy silniejsze niż Ziemia. W obszarach podwyższonego natężenia pola magnetycznego dochodzi do separacji pierwiastków, przez co w miarę obrotu gwiazdy zmienia się natężenie ich linii widmowych. To pozwala wyznaczyć okres obrotu, równy 1,609 doby.
Gwiazdy te dzieli na niebie odległość 7,5 sekundy kątowej, co odpowiada co najmniej 500 jednostkom astronomicznym w przestrzeni; okres orbitalny to co najmniej 5000 lat. W pobliżu (216,8″ od γ Ari A) widoczna jest także słabsza gwiazda oznaczana Gamma Arietis C (WDS J01535+1918C; 8,63m), która nie jest związana grawitacyjnie z Gamma Arietis AB. To także jest gwiazda podwójna, ma słabo świecącego towarzysza WDS J01535+1918D (13,6m) odległego o 1,6″.